# Arbancón
Arbancón es un municipio y localidad española de la provincia de Guadalajara, en la comunidad autónoma de Castilla-La Mancha. El término municipal tiene una población de 146 habitantes (INE 2024).

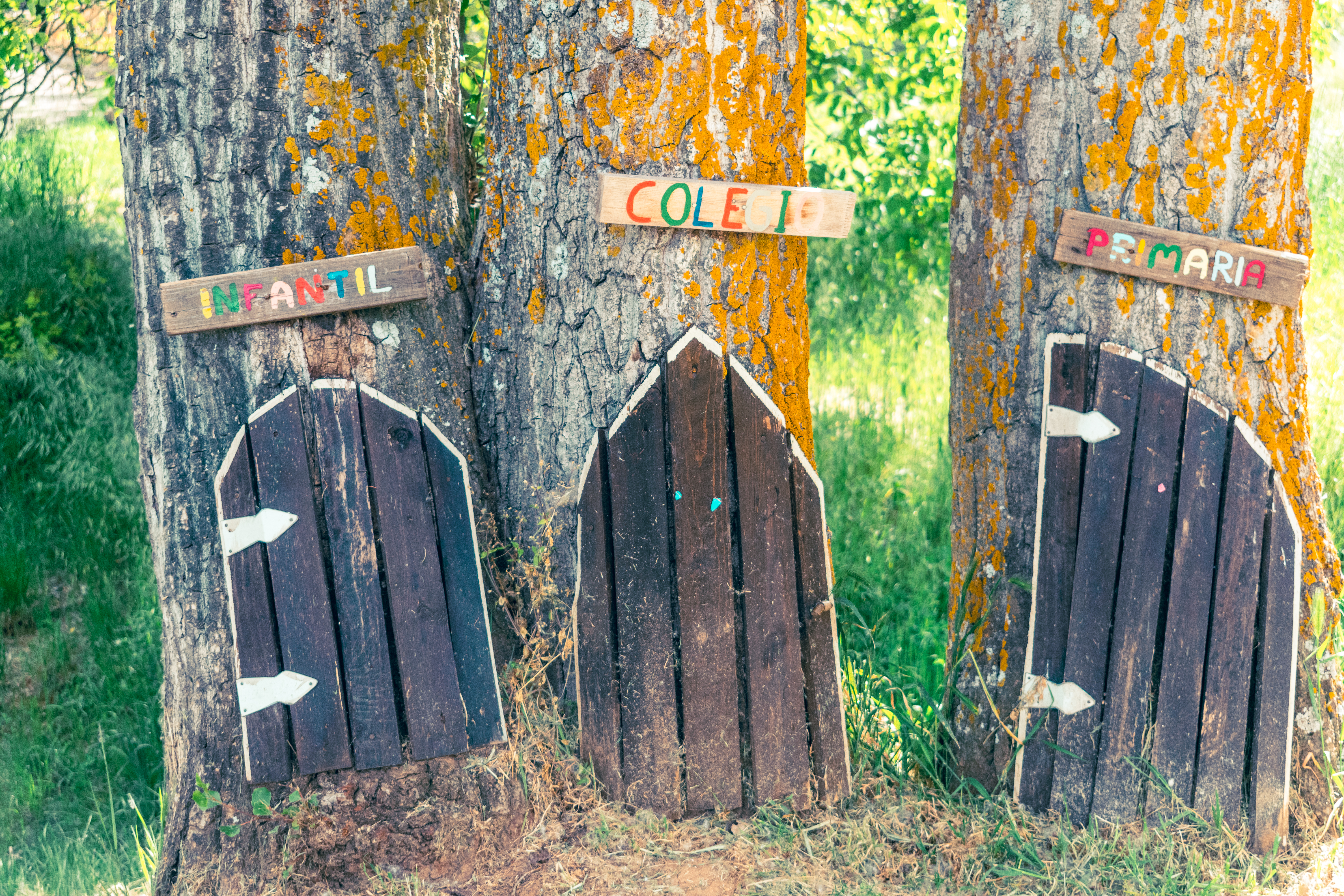
Paseo mágico de Arbancón

Se integra dentro de la iniciativa rural y local Pueblos Mágicos.

## Geografía
La localidad está situada a una altitud de 903 m sobre el nivel del mar.
| Noroeste: Tamajón   | Norte: Semillas y Arroyo de las Fraguas | Noreste: Monasterio |
| Oeste: Tamajón      |                                         | Este: Cogolludo     |
| Suroeste: Cogolludo | Sur: Cogolludo                          | Sureste: Cogolludo  |

## Historia
En 1721 le fue concedido el título de villa. Hacia mediados del siglo XIX, el lugar tenía contabilizada una población de 512 habitantes. La localidad aparece descrita en el segundo volumen del Diccionario geográfico-estadístico-histórico de España y sus posesiones de Ultramar de Pascual Madoz de la siguiente manera:

ARBANCON: v. con ayunt. de la prov. y adm. de rent. de Guadalajara (6 leg.), part. jud. de Cogolludo (1/2), aud. ter. y c. g. de Castilla la Nueva (Madrid 16), dióc de Toledo (28): sit. en un llano rodeado de colinas bajas, vaenes ó valles pequeños, y al pie de una sierrecita: goza de clima saludable, dominando con mas frecuencia el NE., y son sus enfermedades mas comunes las intermitentes y algun reuma: tiene 170 casas, de las que están habitadas 134 regulares en lo general, y algunas de buena fáb.: la del ayunt. es bastante decente, con la cárcel, una posada y un horno, todo en el mismo edificio; tiene ademas la v. otra casa para pósito y escuela: á esta asisten 64 niños de ambos sexos; el maestro está dotado por los fondos públicos con 1,300 rs. y 20 fan. de trigo: la igl. parr., San Benito Abad, es muy buena y con un hermoso capitel de pizarra, y curato perpetuo en oposicion; tiene ademas 2 ermitas á las salidas del pueblo, tituladas Ntra. Sra. de la Soledad, y Ntra. Sra. de los Huertos, y mas lejos otra con la advocacion de Ntra Sra. de la Salceda; por último el cementerio se halla en párage sano y ventilado, y todas las inmediaciones de la v. están cubiertas de árboles. Confina el térm. por N. con el de Monasterio y Fraguas; E. y S. el de Cogolludo; y O. con los de Jocar y Romerosa; estendiendose de 1/4 á 1/2 leg., y comprende 2,400 fan., de las cuales están destinadas 1,000 fan. de secano y 100 de regadio á los cereales, y algun olivo; otras 1,000 á viñedo con 600,000 vides; 200 á monte marañal, y 100 que ocupa la deh. boyal con sus agregados, regularmente poblada de roble bajo; brotan en diferentes sitios 11 fuentes todas de aguas potables, aunque algunas gruesas, que no solamente surten al vec. para sus usos domésticos, sino que sirven también para el regadio, cruzando los valles en una multitud de acequias en distintas direcciones: el terreno es áspero por la parte del N. con algunas canteras de piedra jaspe, pero en lo general de buena calidad: salen 6 caminos todos vecinales á los pueblos inmediatos, y en estado regular segun la naturaleza del suelo; el correo se recibe de Cogolludo por medio de balijero, los domingos, miércoles y viérnes de cada semana: prod.: trigo, cebada, centeno, avena y toda clase de legumbres, algo de aceite, pocas frutas, y mucho vino; se mantiene ganado lanar, cabrio y de cerda, y se cria alguna caza menor: pobl. 176 vec. 512 alm.: cap. prod. 2.113,300 rs. imp. 181,200: contr.: 10,943 16 mrs.: presupuesto municipal: 3,000, del que se pagan 800 al secretario por su dotacion; se cubre con el importe de los puestos públicos, y rent. de las heredades de propios. Este pueblo se hizo v. en el año 1722.
(Madoz, 1845, p. 457)

## Demografía
Arbancón cuenta con una población de 146 habitantes (INE 2024).
| Gráfica de evolución demográfica de Arbancón entre 1842 y 2021 |
| |
| Población de derecho según los censos de población del INE Población de hecho según los censos de población del INEEntre el censo de 1940 y el anterior, crece el término del municipio porque incorpora a Jócar |

## Patrimonio

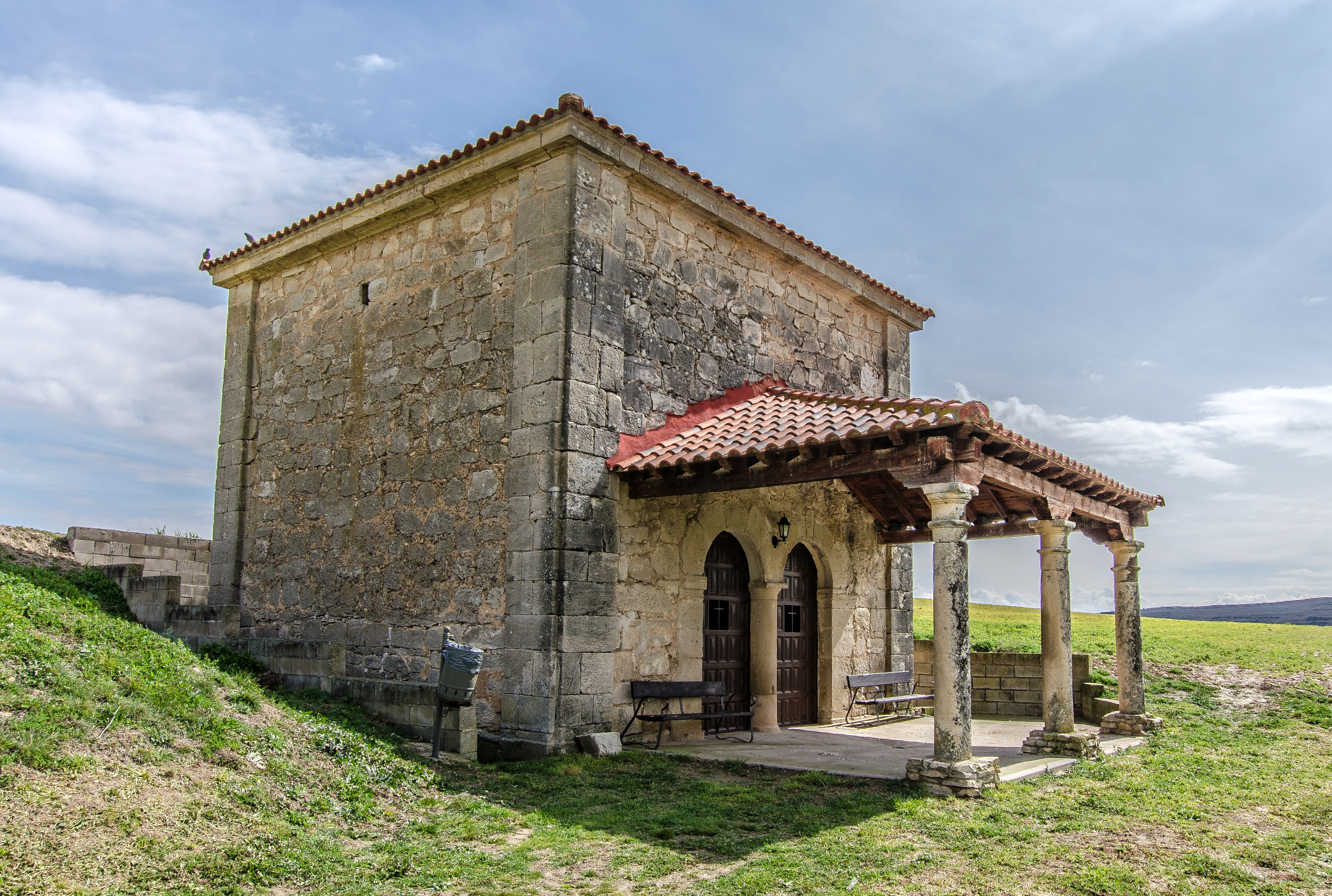
Ermita de la Soledad

En la localidad hay una iglesia parroquial bajo la advocación de San Benito Abad, además de una ermita dedicada a Nuestra Señora de la Soledad.

## Fiestas patronales
Las fiestas patronales son:
- El 2 de febrero. Fiestas de la Candelaria.
- El último fin de semana de agosto. Fiesta de la Virgen de la Salceda.

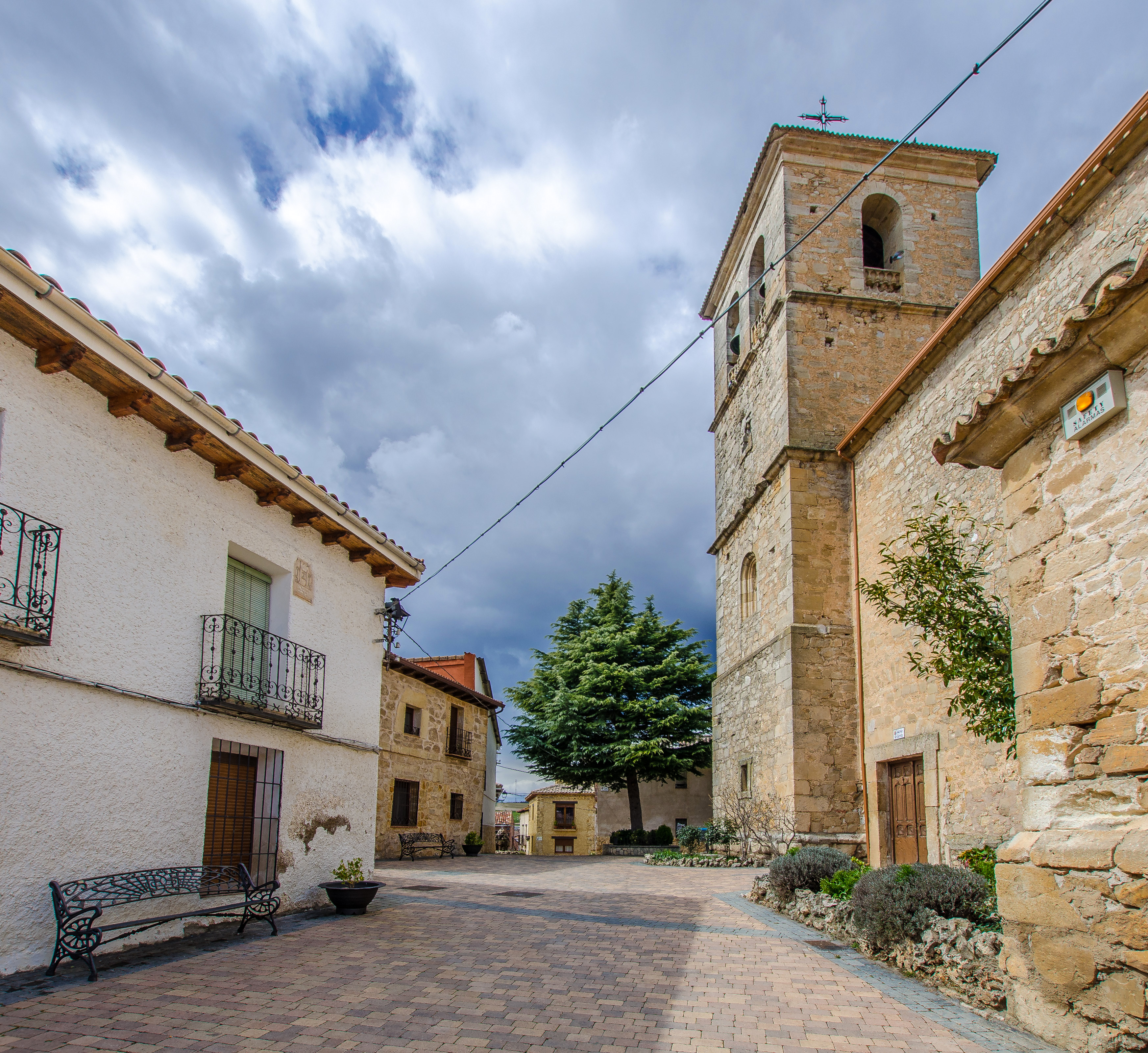
Plaza de Marcelo Esteban